# Trưng cầu cách chức tổng thống Venezuela, 2016

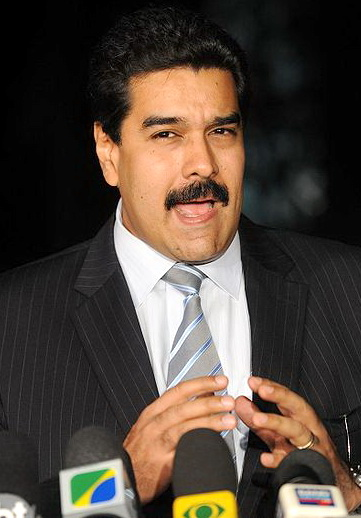
Nicolás Maduro

Cuộc trưng cầu cách chức tổng thống Venezuela 2016 là một trưng cầu dân ý ở Venezuela đang được chuẩn bị với mục đích phế truất Tổng thống Nicolás Maduro. Bản kiến nghị đã thu thập được 1,85 triệu chữ ký vào đầu tháng 5 năm 2016, cao gấp 9 lần con số cần thiết, để khởi động tiến trình trưng cầu dân ý.

## Bối cảnh chính trị
Tình trạng chính trị ở Venezuela hiện thời rất là chia rẽ. Kể từ khi Hugo Chavez được bầu làm tổng thống vào năm 1999 và những chiến thắng của đảng ông ta trong các cuộc bầu cử, Venezuela hoạt động chính trị theo những tư tưởng xã hội chủ nghĩa và chủ nghĩa Bolivar. Chính sách chính trị được chính phủ cho là cuộc cách mạng Bolivar (theo tư tưởng của Simón Bolívar) và những người hâm mộ cho đó là xã hội chủ nghĩa của thế kỷ 21. Cốt lõi của chính sách này là việc quốc hữu hóa các ngành công nghiệp trọng điểm và việc sử dụng các tài sản dầu hỏa của Venezuela để thực hiện các chính sách xã hội của Chính phủ và cũng để hỗ trợ những người ủng hộ họ.
Năm 2004, một cuộc trưng cầu cách chức tổng thống Hugo Chávez đã thất bại. Sau cái chết của Hugo Chávez, Nicolás Maduro trong cuộc bầu cử tổng thống tại Venezuela vào năm 2013 đã thắng cử sát nút.
Mặc dù các lãnh đạo chính trị đối lập bị bắt giữ, phe đối lập đã giành được trong cuộc bầu cử quốc hội tại Venezuela năm 2015 hai phần ba số ghế. Tuy nhiên, chiến thắng trong cuộc bầu cử này đã không làm thay đổi chính sách chính trị của Venezuela. Chính quyền cai trị trong Tình trạng khẩn cấp mà đã được Quốc hội cũ chấp thuận. Ngày 13 tháng 5 năm 2016 Maduro lại cho kéo dài tình trạng này thêm 60 ngày với lý do là Hoa Kỳ và đối thủ của ông trong nước đang có kế hoạch lật đổ ông . Những luật lệ của Quốc hội (bao gồm cả luật về việc phóng thích các tù nhân chính trị) đã bị tổng thống sử dụng quyền phủ quyết của mình bác bỏ. Trong các cuộc thăm dò dân ý, hai phần ba số cử tri ủng hộ việc cách chức Manduros.

## Bối cảnh kinh tế
Các vấn đề chính trị xác định là Cuộc khủng hoảng kinh tế nghiêm trọng tại Venezuela là vấn đề chính trị quan trọng nhất hiện thời. Sản lượng kinh tế chỉ trong năm 2015 đã giảm mười phần trăm, cho năm 2016 dự báo sẽ giảm tiếp 6 phần trăm. Venezuela với 275% trong năm 2015, là tỷ lệ lạm phát cao nhất thế giới, IMF dự báo cho năm 2016 tỷ lệ này sẽ là 720 phần trăm. Bên cạnh những hậu quả của các chính sách kinh tế xã hội chủ nghĩa, sự sụp đổ của giá dầu dẫn đến một cú sốc kinh tế. Tình trạng cung cấp hàng hóa cho dân chúng hiện rất thảm khốc, thiếu giấy vệ sinh là một chủ đề quan trọng của cuộc bầu cử quốc hội 2015. Do thiếu hụt kinh niên của ngoại hối việc nhập khẩu các sản phẩm bị giảm đáng kể. Ngay cả các sản phẩm thô cũng vậy. Vì vậy, nhà máy bia duy nhất trong nước, Empresas Polar, đã phải ngưng sản xuất, vì nó không có cách nào để nhập khẩu lúa mạch mà không được trồng trong nước.
Tình hình kinh tế càng trở nên trầm trọng hơn do tình trạng thiếu điện. Đập nước Guri theo dự tính cung cấp một phần ba nhu cầu về điện. Do hạn hán, gây ra bởi hiện tượng khí hậu El Nino, đập có ít nước và phải giảm lượng điện sản xuất xuống. Bởi vì không đầu tư vào các nhà máy điện dự trữ, dẫn đến việc giới hạn sản xuất. Chính phủ Manduro do đó ra sắc lệnh để tiết kiệm điện thêm hai ngày nghỉ nữa mỗi tuần.

## Cuộc trưng cầu dân ý
Venezuela có một hệ thống chính phủ tổng thống chế, theo đó tổng thống có nhiều quyền lực. Cũng vì vậy việc phế truất tổng thống chỉ do dân và chỉ với những rào cản cao. Việc bãi nhiệm với cuộc bầu cử mới chỉ được phép khi thời hạn nắm quyền của tổng thống vẫn còn ít nhất 2 năm. Nếu thời hạn ngắn hơn, mà tổng thống bị phế truất, Phó Tổng thống sẽ lên thay thế chứ không có một cuộc bầu cử mới. Do đó để đạt được một cuộc bầu cử mới, phe đối lập cần phải thực hiện một trưng cầu thành công trong năm 2016. Cuộc trưng cầu theo luật được thực hiện theo ba bước. Đầu tiên, 200.000 cử tri (khoảng 1% số cử tri) phải kê khai chữ ký của mình mong muốn có được một cuộc trưng cầu cách chức tổng thống. Sau khi cuộc trưng cầu được Ủy ban bầu cử cho phép, trong vòng ba ngày gần bốn triệu chữ ký ủng hộ (khoảng 20 phần trăm cử tri) phải được thu thập. Sau màn rào cản này, mới đến cuộc bỏ phiếu. Qua đó, số phiếu đồng ý việc phế truất, ít nhất phải bằng số phiếu mà tổng thống đã nhận được trong cuộc bầu cử tổng thống trước đó.
Ngày 02 tháng năm 2016, người lãnh đạo của liên minh đối lập MUD, Jesús Torrealba, đã thu thập được 1,85 triệu chữ ký cho bước đầu tiên và trao cho Hội đồng Bầu cử quốc gia (CNE).
Ngày 14/5, hàng ngàn người biểu tình trên các đường phố ở thủ đô Caracas, ủng hộ một cuộc trưng cầu dân ý phế truất ông Maduro.